# Shin'en (sonda kosmiczna)
Shin'en, przed startem znana pod nazwą UNITEC-1 (ang. UNISEC Technology Experiment Carrier-1 ) – eksperymentalna sonda kosmiczna skonstruowana przez konsorcjum UNISEC (University Space Engineering Consortium) złożone z 22 uniwersytetów japońskich. Shin'en była pierwszą sondą międzyplanetarną, której misja kierowana była przez organizację pozarządową.
Start sondy nastąpił 20 maja 2010 roku, jako ładunek dodatkowy rakiety wynoszącej sondę Akatsuki. Łączność z sondą została utracona w następnym dniu po starcie.

## Cele misji
- Przeprowadzenie w warunkach przestrzeni kosmicznej, w formie konkursu, testów komputerów pokładowych dostarczonych przez uczestniczące w projekcie uniwersytety.
- Odbiór bardzo słabych sygnałów radiowych o niskiej przepływności z przestrzeni kosmicznej.
- Określenie orbity sondy i przesunięcia dopplerowskiego odebranych sygnałów radiowych[3].

## Konstrukcja sondy
Kadłub sondy miał kształt sześcianu o długości boku 0,35 m. Na pięciu bokach kadłuba umieszczone były ogniwa słoneczne wykonane z arsenku galu. Na szóstym boku znajdował się łącznik do rakiety nośnej. Wszystkie systemy pokładowe przymocowane zostały do czterech pionowych paneli znajdujących się wewnątrz kadłuba. Wytwarzana przez ogniwa słoneczne energia służyła do ładowania baterii niklowo-metalowo-wodorkowych. Systemy sondy pozbawione były redundancji. Sonda pozbawiona też była systemu kontroli położenia i podczas lotu powoli koziołkowała w przestrzeni.
Nadajnik radiowy fali ciągłej o częstotliwości 5,84 GHz i mocy 9,6 W z dwoma antenami umieszczonymi na przeciwległych bokach kadłuba służył do transmisji danych na Ziemię z szybkością 1 bita na sekundę. Odbiornik pokładowy służył jedynie do odbioru komendy o zakończeniu nadawania przez sondę.
Uczestniczące w projekcie uniwersytety dostarczyły 6 komputerów (University Onboard Computers) o masie po 500 g, które przeznaczone są do przeprowadzenia testów ich wytrzymałości w warunkach lotu kosmicznego. Procedurę testową oraz pracę wszystkich systemów nadzorował komputer główny (Main Onboard Computer) o masie 2050 g.
Jedynym instrumentem naukowym na pokładzie Shin'en był detektor promieniowania kosmicznego wykonujący pomiary w ośmiu zakresach energii promieniowania.

## Przebieg misji
Początek przygotowań do realizacji misji Shin'en miał miejsce w sierpniu 2008 roku. Prace konstrukcyjne zakończono w dniu 18 lutego 2010 r., po czym sonda pomyślnie przeszła szereg testów przedstartowych.
Podczas lotu miała być realizowana zaprogramowana sekwencja testów 6 komputerów dostarczonych przez konkurujące ze sobą zespoły uniwersyteckie. Polegała ona na sekwencyjnym włączaniu co 2 godziny na 5 minut poszczególnych komputerów, których zadaniem było przeprowadzanie analizy obrazu pola gwiazd dostarczanego przez kamerę pokładową. Wygrać miał zespół, którego komputer najdłużej zachowa sprawność w warunkach lotu.
Dużym wyzwaniem miał być odbiór sygnałów z nadajnika sondy przy stale wzrastającej do niej odległości i wykorzystanie ich do ustalenia jej pozycji. Organizatorzy misji zwrócili się o pomoc w tym zadaniu do krótkofalowców.
Po starcie w dniu 20 maja 2010 roku z kosmodromu Tanegashima, rakieta nośna H-IIA (202) (lot F17) wprowadziła sondę UNITEC-1, wraz z sondami Akatsuki i IKAROS, na prowadzącą ku Wenus orbitę heliocentryczną o peryhelium 0,72 j.a, aphelium 1,07 j.a. i nachyleniu względem ekliptyki 2,0°. Sygnały radiowe były odbierane z sondy w dniu 21 maja, aż do oddalenia się na odległość 320 000 km od Ziemi. Jednak w kolejnych dniach nie odebrano dalszych sygnałów z jej pokładu.
Planowany koszt misji wynosił poniżej 0,1 mln USD.